# Cmentarz ewangelicki w Żywocicach
Cmentarz ewangelicki w Żywocicach – cmentarz ewangelicki w Hawierzowie, w dzielnicy Żywocice, w kraju morawsko-śląskim w Czechach. Jest własnością zboru Śląskiego Kościoła Ewangelickiego Augsburskiego Wyznania w Hawierzowie-Błędowicach.

## Historia
Cmentarz został otwarty w 1881 roku na ziemi podarowanej przez dawnego prezbitera zboru w Błędowicach Dolnych, Bernarda Tomana. Kamień węgielny pod budowę kaplicy cmentarnej położono rok wcześniej, w sierpniu 1880 roku, w październiku pracę zakończono, a ksiądz Bernard Folwarczny dokonał jej poświęcenia.
Pierwszy pogrzeb odbył się 24 listopada 1881 roku.
W 1949 roku nekropolię powiększono. Kaplica została wyremontowana w latach sześćdziesiątych XX wieku i ponownie poświęcona 6 sierpnia 1969 roku, a dzwon zelektryfikowano w 1970 roku.
Kolejnego remontu kaplica doczekała się w 1981 roku, z okazji stulecia istnienia cmentarza.